# رومولوس (آلاباما)
رومولوس (به انگلیسی: Romulus) یک منطقهٔ مسکونی در ایالات متحده آمریکا است که در آلاباما واقع شده‌است. رومولوس ۹۶٫۹۳ متر بالاتر از سطح دریا واقع شده‌است.